# The Bootleg Series Vol. 10: Another Self Portrait (1969–1971)
The Bootleg Series Vol. 10: Another Self Portrait (1969–1971) är ett samlingsalbum av Bob Dylan som lanserades i augusti 2013 på Columbia Records. Albumet är det tionde i Dylans Bootleg-serie och innehåller låtmaterial från tiden då Dylan spelade in albumen Nashville Skyline, Self Portrait och New Morning. Albumet innehåller även några liveinspelningar från Dylans konsert på Isle of Wight 1969. Titeln är en referens till albumet Self Portrait som blev kraftigt häcklat och ifrågasatt i musikpressen då det lanserades 1970. Till det här albumet har Greil Marcus som tog kraftigt avstånd från den skivan skrivit nya "liner notes". Skivan utges som dubbel-CD och trippel-LP. Dessutom släpptes även en deluxe-version som innehåller en nymixad utgåva av Self Portrait.

## Låtlista
(upphovsman inom parentes, låtar utan upphovsman skrivna av Bob Dylan)
1. "Went to See the Gypsy" (demoversion) - 3:00
2. "Little Sadie" (utan pålagda instrument, Self Portrait) (Trad.) - 2:02
3. "Pretty Saro" (outgiven, Self Portrait) - 2:16
4. "Alberta #3" (alternativ version, Self Portrait) (Trad.) - 2:37
5. "Spanish is the Loving Tongue" (outgiven, New Morning) (Charles Badger Clark) - 3:51
6. "Annie's Going to Sing Her Song" (outgiven, Self Portrait) (Tom Paxton) - 2:22
7. "Time Passes Slowly #1" (alternativ version, New Morning) - 2:18
8. "Only a Hobo" (outgiven, Greatest Hits II) - 3:25
9. "Minstrel Boy" (outgiven, The Basement Tapes) - 1:39
10. "I Threw It All Away" (alternativ version, Nashville Skyline) - 2:25
11. "Railroad Bill" (outgiven, Self Portrait) (Trad.) - 2:44
12. "Thirsty Boots" (outgiven, Self Portrait) (Eric Andersen) - 4:06
13. "This Evening So Soon" (outgiven, Self Portrait) - 4:49
14. "These Hands" (outgiven, Self Portrait) - 3:43
15. "In Search of Little Sadie" (utan pålagda instrument, Self Portrait) (Trad.) - 2:26
16. "House Carpenter" (outgiven, Self Portrait) (Trad.) - 5:59
17. "All the Tired Horses" (utan pålagda instrument, Self Portrait) - 1:15
18. "If Not for You" (alternativ version, New Morning) - 2:29
19. "Wallflower" (alternativ version, 1971) - 2:18
20. "Wigwam" (utan pålagda instrument, Self Portrait) - 3:10
21. "Days of '49" (utan pålagda instrument, Self Portrait) (Alan Lomax, John Lomax, Frank Warner) - 5:13
22. "Working on a Guru" (outgiven, New Morning) - 3:43
23. "Country Pie" (alternativ version, Nashville Skyline) - 1:27
24. "I'll Be Your Baby Tonight" (Live på the Isle of Wight Festival, 31 augusti 1969) - 3:31
25. "Highway 61 Revisited" (Live på the Isle of Wight Festival, 31 augusti 1969) - 3:39
26. "Copper Kettle" (utan pålagda instrument, Self Portrait) (Alfred Frank Beddoe) - 3:35
27. "Bring Me a Little Water" (outgiven, New Morning) - 3:58
28. "Sign on the Window" (med pålagda instrument, New Morning) - 3:51
29. "Tattle O'Day" (outgiven, Self Portrait) (Eric Andersen) - 3:49
30. "If Dogs Run Free" (alternativ version, New Morning) - 4:10
31. "New Morning" (med pålagt blåsarrangemang, New Morning) - 4:04
32. "Went to See the Gypsy" (alternativ version, New Morning) - 3:33
33. "Belle Isle" (utan pålagda instrument, Self Portrait) (Traditional) - 2:35
34. "Time Passes Slowly #2" (alternativ version #2, New Morning) - 3:02
35. "When I Paint My Masterpiece" (demoversion) - 3:53

## Listplaceringar
- UK Albums Chart, Storbritannien: #5[1]
- Nederländerna: #2[2]
- Sverigetopplistan, Sverige: #1[3]